# Strukturální násilí
Strukturální násilí je specifický typ násilí, v jehož rámci existující a zavedená společenská struktura a její instituce dlouhodobě omezují určité společenské skupiny a brání jim v plnohodnotném naplnění jejich potenciálu a plnohodnotného života. Tento fenomén lze také velice blízce spojit s pojmem sociální nespravedlnost.

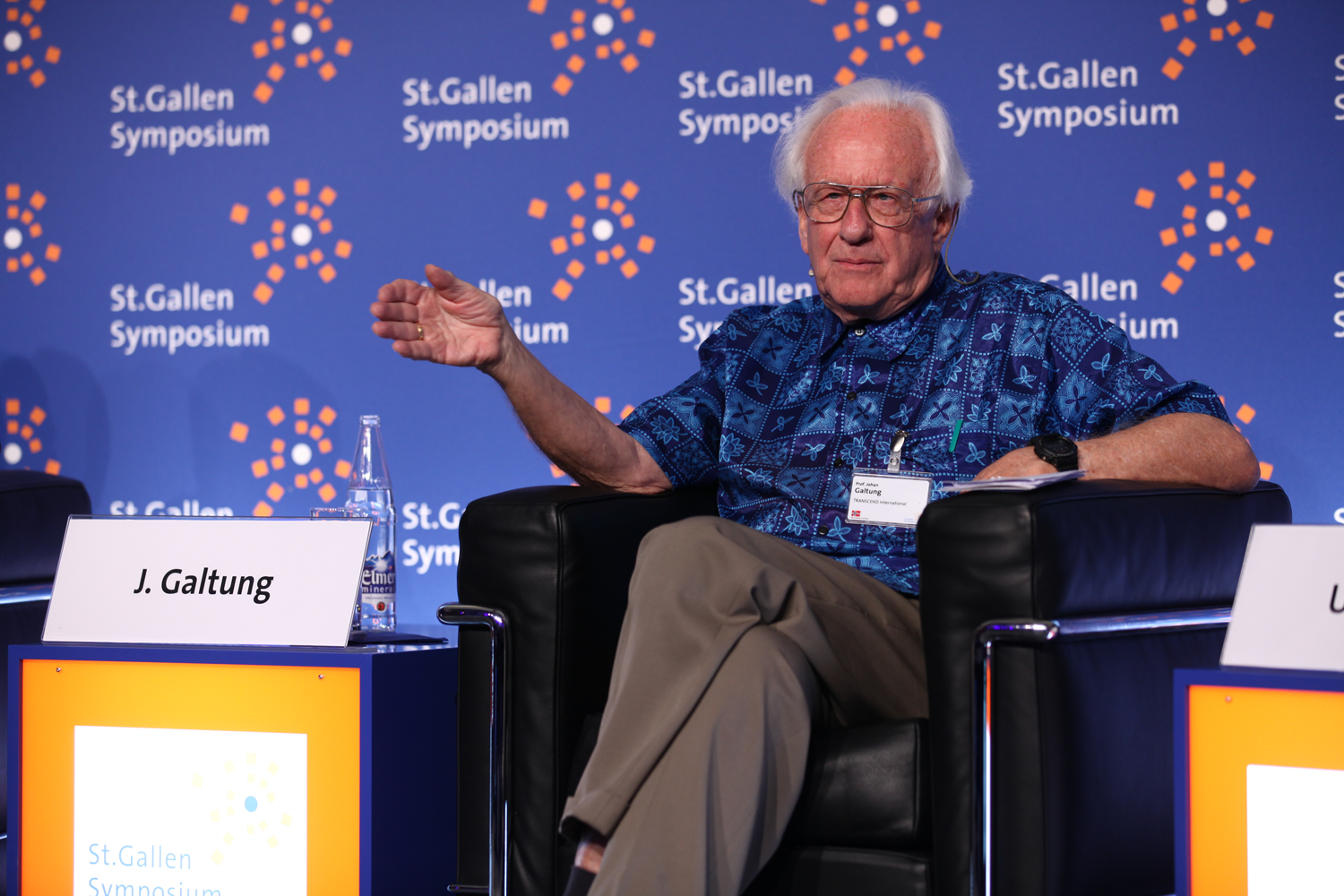
Johan Galtung, květen 2011

Termín byl poprvé zaveden v roce 1969 norským sociologem Johanem Galtungem, který fenomén strukturálního násilí používá ve snaze najít definici tzv. pozitivního míru, tedy takového míru, který není definován pouze jako absence násilí, nýbrž jako pozitivní jev spojený s obecným předcházením násilí a dosažení dlouhodobé kooperace a sociální spravedlnosti. Strukturální násilí se projevuje v mnoha formách a podobách znevýhodňování společenských skupin, mimo jiné zahrnuje jevy jako jsou sexismus, rasismus, ageismus nebo nacionalismus.

## Definice a vztah k individuálnímu násilí
Galtung ve svém článku Violence, Peace, and Peace Research násilí jako takové definuje jako situaci, kdy „jsou lidé ovlivněni takovým způsobem, že jsou nenaplněny možnosti jejich tělesného a mentálního potenciálu“. Jsou tedy nějakým způsobem omezeni a utlačeni. V rámci této široké definice může násilí nabývat mnoha podob – může být fyzické i psychické, přímé i nepřímé (působit přímo na poškozeného, nebo např. na jeho majetek).[zdroj?]
Hlavní rozlišení existuje mezi násilím strukturálním a individuálním. Individuální násilí se projevuje v situacích, kdy můžeme ukázat na objekt (tedy poškozeného) a zejména na jasný subjekt násilí (tedy toho, kdo násilný čin páchá). Stejně tak lze mnohdy ukázat na přesný nástroj a prostředek, jímž je individuální násilí prováděno. U strukturálního násilí toto zřetelné rozlišení neexistuje – jedná se o násilí, které přináší újmu, která však není způsobena jasně identifikovatelným činitelem.
Strukturální násilí se vyskytuje ve společenském systému, který nepodporuje principy rovnosti a rovných příležitostí mezi jedinci. Často je takové násilí zaměřeno na určitou skupinu obyvatelstva (ta může být definována např. na základě pohlaví, ekonomického postavení, rasy a národnosti či náboženství), která pak v daném systému nemá dlouhodobě rovný přístup k politické moci, hospodářským statkům, společenskému postavení, vzdělání či zdravotní péči.

## Důsledky
Důsledků strukturálního násilí je celá řada a mohou se projevovat na různých úrovních. Patří mezi ně například nedostatek základních životních potřeb, sociální nerovnost a porušování základních lidských práv, či dokonce předčasná úmrtí. K těm dochází především prostřednictvím infekčních nemocí, jako je tuberkulóza nebo AIDS. Strukturální násilí totiž přispívá k vytváření podmínek, ve kterých se tyto nemoci šíří a zasahují nejzranitelnější skupiny obyvatelstva.[zdroj?]
Strukturální násilí má také negativní dopad na společnost jako na celek, jelikož se vztahuje k systémovým nerovnostem, sociálním institucím a politickým strukturám, které přispívají k utrpení a omezují možnosti jednotlivců a skupin ve společnosti. Tímto utrpením je myšlena chudoba, sociální vyloučení, nerovnost a diskriminace, nebo jiné formy.[zdroj?]

### Možná řešení
V rámci boji proti strukturálnímu násilí je nezbytné nejen pečování o jednotlivé pacienty, ale také zaměření se na socioekonomické a politické kontexty ve společnostech, ve kterých zasažení lidé žijí. Léčba jednotlivých pacientů tedy musí jít ruku v ruce s uzdravením těchto společností. Nezbytné je i porozumění sociálnímu životu a tomuto typu násilí prostřednictvím hluboce materialistického přístupu a neupadání do romantických iluzí, nebo v neposlední řadě šíření konceptu strukturálního násilí, aby bylo možné účinněji kritizovat nerovnosti a mocenské nerovnováhy.[zdroj?]